# Ina Reni Alexandrow
Ina Reni Alexandrow (kurz: Ina Reni) ist eine deutsch-bulgarische Singer-Songwriterin und Webvideoproduzentin. Sie ist als Sängerin auch unter dem Künstlernamen Peachy bekannt.

## Leben
Alexandrow hat bulgarische sowie deutsche Wurzeln und wuchs in Berlin auf. In jungen Jahren lernte sie Akkordeon und Piano spielen. Im Alter von 14 begann sie mit dem Schreiben von Liedern. Später zog sie nach London, um an der London School of Economics and Political Science zu studieren. 2015 machte sie ihren Master of Science im Studiengang „Organizational Behavior“. 2017 startete Alexandrow auf YouTube ihren Beauty & Lifestyle Kanal „PEACHY“.

## Musikalische Karriere
2011 veröffentlichte sie als Ina Reni mit Sagittarius ihre Debütsingle unter dem Independent-Label Ideedeluxe Records. Die Produktion erfolgte durch den Kölner Produzenten Levent Canseven.
Am 25. Mai 2016 erschien mit I Thought You Were Gay ihre zweite offizielle Single, die sie selbst vertrieb. Beim dazugehörigen Musikvideo führe Reni auch selbst Regie. Erst nach eineinhalb Jahren folgte mit Tiffany ihre dritte Singleauskopplung. Hierfür konnte sie das Unternehmen Ocean View Distribution für den Vertrieb gewinnen. Mit Peachy folgte eine weitere Singleauskopplung, die ebenfalls durch Ocean View Distribution vertrieben wurde. Zwei Monate später erschien mit Down to Mars das erste Extended Play von Reni am 8. März 2018. Darauf enthalten sind alle drei vorherigen Singleauskopplungen sowie die Lieder All That Ice und Down to Mars. Ihre Debütsingle I Thought You Were Gay ist nicht in der Originalversion, sondern in einem Remix von JTRX enthalten.
Anfang 2019 schrieb Alexandrow für die litauische Sängerin Emilija Gogolytė das Lied Riddle, die damit am litauischen Vorentscheid zum Eurovision Song Contest 2019 teilnahm. Im zweiten Durchgang der ersten Runde belegte Gogolytė den zweiten Platz, womit sie sich fürs Halbfinals qualifizierte. Im ersten Halbfinale belegte sie lediglich den fünften Platz und flog knapp aus dem Wettbewerb raus, für Finale wäre ein Platz unter den besten vier notwendig gewesen. Kurz nach dem Versuch der Teilnahme am ESC arbeitete Reni mit dem deutschen Popsänger Adel Tawil zusammen, mit dem sie unter dem Pseudonym „Peachy“ das Lied Tu m’appelles aufnahm. Die Single erschien am 12. April 2019 aus Tawil dritten Studioalbum Alles lebt. Zunächst tat sich die Single schwer und verfehlte die Charts im deutschsprachigen Raum. Am 19. Mai 2019 gelang jedoch der Sprung in die Schweizer Hitparade, wo die Single sich mehrere Wochen platzierte und mit Position 30 ihre höchste Notierung verzeichnete. In Deutschland schafft es Tu m’appelles bis auf Rang 48 der offiziellen deutschen Singlecharts und wurde im Februar 2023 mit einer Goldenen Schallplatte für über 200.000 verkaufte Einheiten ausgezeichnet.

## Diskografie
EPs
- 2018: Down to Mars (als Ina Reni)[11]

Singles
- 2011: Sagittarius (als Ina Reni)[5]
- 2016: I Thought You Were Gay (als Ina Reni)[7]
- 2017: Tiffany (als Ina Reni)[9]
- 2018: Peachy (als Ina Reni)[10]
- 2020: Sans souci
- 2020: Je t’aime
- 2023: Indigo (L’Heure Bleue)

Gastbeiträge
- 2019: Tu m’appelles (Adel Tawil feat. Peachy)[13]

Autorenbeteiligungen
- 2019: Emilija Gogolytė – Riddle[12]